# Strömsnäsbruk
Strömsnäsbruk est une localité de Suède dans la commune de Markaryd située dans le comté de Kronoberg.
Sa population était de 2 352 habitants en 2019.